# Phakellia
Genre
Phakellia est un genre d'animaux de l'embranchement des éponges, lesquelles sont des animaux sans organes ou appareils bien définis.

## Étymologie
Le nom de genre, Phakellia, vient du grec phakellos (faisceau). La forme en coupe faisant penser à une gerbe.

## Liste des espèces
- Phakellia folium
- Phakellia lobata
- Phakellia robusta Bowerbank, 1866
- Phakellia rugosa (Bowerbank, 1862)
- Phakellia setosa (Bowerbank, 1873)
- Phakellia vermiculata (Bowerbank, 1862)
- Phakellia ventilabrum (Linnaeus, 1767)